# Fajka rezerwisty
Fajka rezerwisty (niem. Reservistenpfeife) – ozdobna fajka otrzymywana przez żołnierza przy odejściu do rezerwy, tradycyjna w Niemczech w XIX i pocz. XX w.

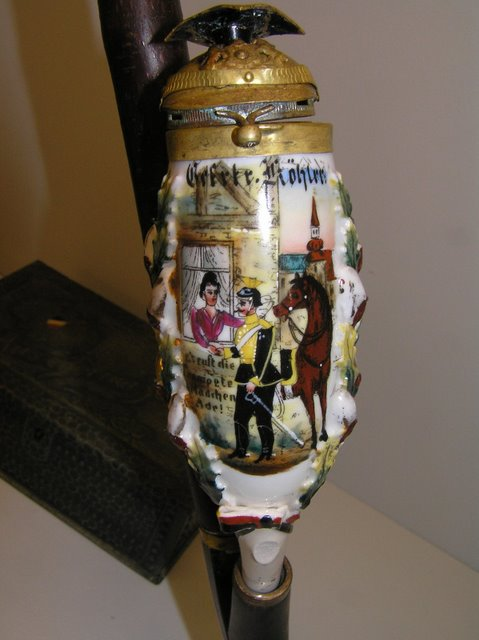
Główka fajki rezerwisty

Fajka miała kształt tradycyjnej fajki niemieckiej, składanej, z porcelanową główką, długim, drewnianym cybuchem połączonym zazwyczaj elastycznie z ustnikiem.
Główka fajki, dość dużej pojemności, wysokości ok. 10–15 cm, zaopatrzona była w metalową przykrywkę na zawiasach, zamykaną sprężynowym zatrzaskiem. Przykrywka często miała kształt pickelhauby. Dekoracja malarska powierzchni przedstawiała najczęściej motywy wojskowe – odznaki i sztandary pułkowe, symbole rodzaju broni i służb, Krzyż Żelazny lub patriotyczne – portret władcy (cesarza, króla), wodza (np. Bismarka), flagi i herby państwowe.
Fajki były ofiarowywane żołnierzom odchodzącym do rezerwy, w zależności od lokalnych czy pułkowych tradycji przez dowództwo (zwłaszcza w formie wyróżnienia za dobrą służbę), kolegów, lub organizacje rezerwistów.
Wraz z podobnie ozdabianym kuflem rezerwisty stanowiły symboliczną oznakę męskości i patriotyzmu. Były używane zazwyczaj w sytuacjach odświętnych, w czasie biesiad z okazji świąt pułkowych, po zakończonych ćwiczeniach Landwehry lub spotkaniach rezerwistów.